# Gulbrand Lunde
Pour les articles homonymes, voir Lunde.
 (aout 2019).
Gulbrand Lunde est un chimiste et homme politique norvégien, né le 14 septembre 1901 à Fana, un quartier de la ville de Bergen, et mort le 25 octobre 1942. Il participe au « gouvernement national » en Norvège, qui collabore avec les Nazis.

## Biographie
Fils de l'architecte Sigurd Lunde, il fait ses études en Suisse et en Allemagne, où il obtient son doctorat en chimie en 1925. De retour en Norvège, il est nommé à la tête du Hermetikkindustriens Laboratorium de Stavanger en 1929. Il rejoint le Nasjonal Samling de Vidkun Quisling dès 1933 et devient le principal responsable de la propagande du parti.
Durant la Seconde Guerre mondiale, Quisling le choisit comme ministre des Affaires sociales dans son éphémère gouvernement d'avril 1940. Après le remplacement de Quisling par le Reichskommissar Josef Terboven, il passe au ministère de la Culture et de l'Éducation nationale, et conserve ce poste au sein du Gouvernement national dirigé par Quisling à partir de février 1942.

### Mort
Lunde est tué dans un accident de voiture le 25 octobre 1942 : le véhicule dans lequel il se trouvait avec son épouse et le fylkesfører Christian Astrup plonge dans les eaux du Romsdalsfjorden près du village de Vågstranda. Astrup est le seul à en réchapper vivant. Rolf Jørgen Fuglesang succède à Lunde comme ministre de la Culture.